# Olympische Winterspiele 1960/Eisschnelllauf – 1000 m (Frauen)
Die 1000 m im Eisschnelllauf der Frauen bei den Olympischen Winterspielen 1960 wurden am 22. Februar 1960 auf den Olympic Skating Rink ausgetragen. Olympiasiegerin wurde Klara Gussewa aus der Sowjetunion mit einer Zeit von 1:34,1 Minuten. Die Silbermedaille gewann Helga Haase aus Deutschland, Bronze ging an Tamara Rylowa aus der Sowjetunion.

## Ergebnisse
| Rang | Paar | Bahn | Athletin            | Nation                    | Zeit (min) |
| ---- | ---- | ---- | ------------------- | ------------------------- | ---------- |
| 001  | 1    | A    | Klara Gussewa       | Sowjetunion               | 1:34,1     |
| 002  | 4    | I    | Helga Haase         | Gesamtdeutsche Mannschaft | 1:34,3     |
| 003  | 6    | I    | Tamara Rylowa       | Sowjetunion               | 1:34,8     |
| 004  | 10   | A    | Lidija Skoblikowa   | Sowjetunion               | 1:35,3     |
| 005  | 8    | A    | Helena Pilejczyk    | Polen                     | 1:35,8     |
| 005  | 5    | I    | Hatsue Takamizawa   | Japan                     | 1:35,8     |
| 007  | 2    | I    | Fumie Hama          | Japan                     | 1:36,1     |
| 008  | 8    | I    | Jeanne Ashworth     | Vereinigte Staaten        | 1:36,5     |
| 009  | 3    | A    | Eevi Huttunen       | Finnland                  | 1:37,2     |
| 010  | 5    | A    | Iris Sihvonen       | Finnland                  | 1:37,3     |
| 011  | 2    | A    | Christina Scherling | Schweden                  | 1:37,5     |
| 012  | 7    | I    | Elsa Einarsson      | Schweden                  | 1:38,0     |
| 013  | 4    | A    | Doreen Ryan         | Kanada                    | 1:38,1     |
| 014  | 6    | A    | Françoise Lucas     | Frankreich                | 1:38,4     |
| 015  | 3    | I    | Jeanne Omelenchuk   | Vereinigte Staaten        | 1:39,8     |
| 016  | 11   | A    | Yoshiko Takano      | Japan                     | 1:39,9     |
| 017  | 1    | I    | Natascha Liebknecht | Gesamtdeutsche Mannschaft | 1:43,5     |
| 018  | 10   | I    | Sigrit Behrenz      | Gesamtdeutsche Mannschaft | 1:43,8     |
| 019  | 9    | I    | Peggy Robb          | Kanada                    | 1:45,8     |
| 020  | 7    | A    | Han Hye-ja          | Südkorea                  | 1:48,8     |
| DNF  | 9    | A    | Kim Gyeong-hoe      | Südkorea                  | –          |
| DNF  | 11   | I    | Elwira Seroczyńska  | Polen                     | –          |